# Michael Obiku
Michael Obiku (født 24. september 1968) er en tidligere nigeriansk fodboldspiller.

## Nigerias fodboldlandshold
| Nigerias landshold | Nigerias landshold | Nigerias landshold |
| År                 | Kmp                | Mål                |
| ------------------ | ------------------ | ------------------ |
| 1988               |                    |                    |
| 1989               | 3                  | 1                  |
| 1990               | 0                  | 0                  |
| 1991               | 0                  | 0                  |
| 1992               | 0                  | 0                  |
| 1993               | 1                  | 0                  |
| Total              | 4+                 | 1+                 |